# Ermita de la Lugareja

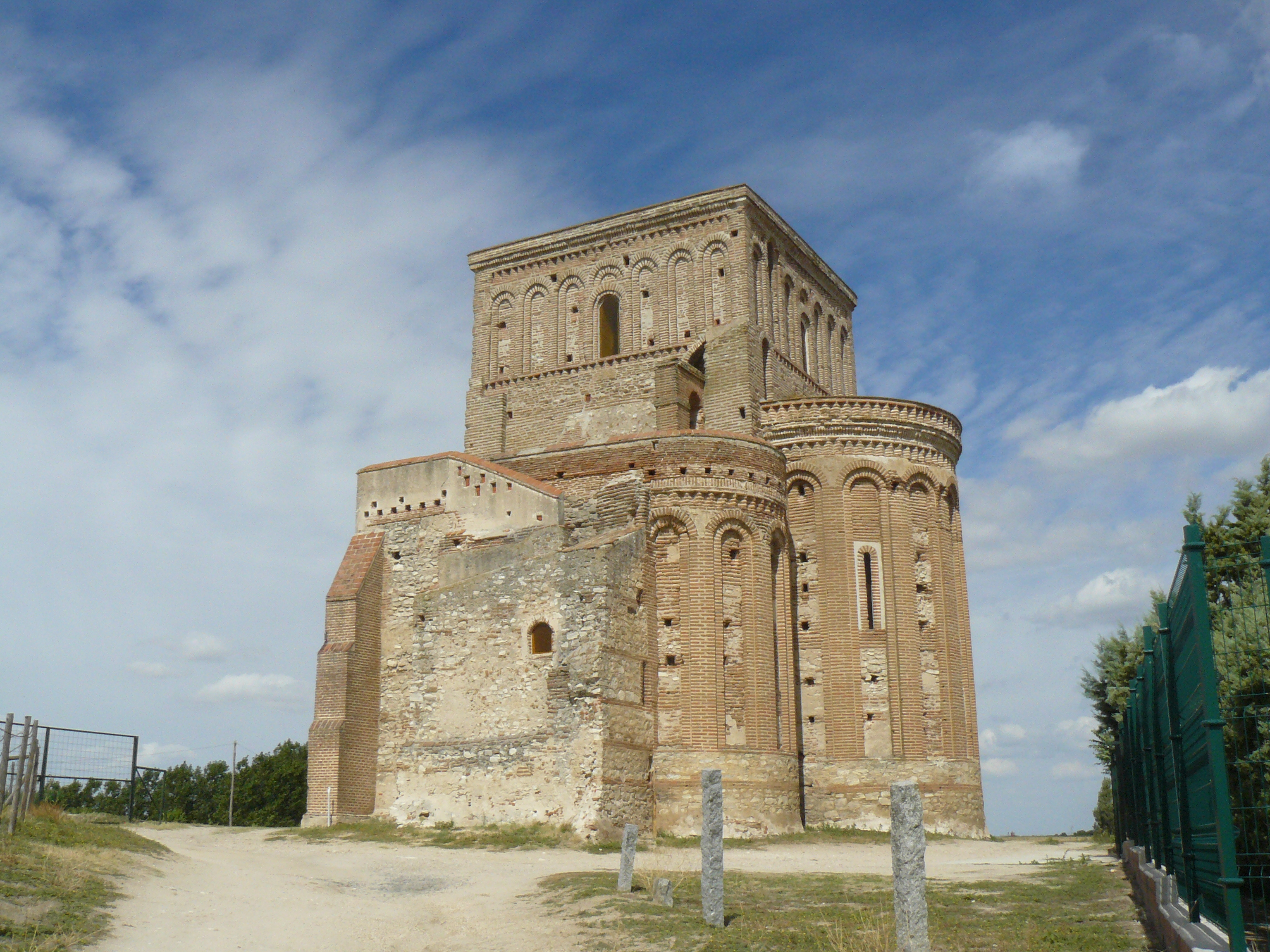
Ermita de la Lugareja

Die Ermita de la Lugareja ist eine Einsiedelei in Arévalo, einer Gemeinde in der spanischen Provinz Ávila der Autonomen Region Castilla y León. Die Einsiedelei, isoliert zwei Kilometer außerhalb des Ortes gelegen, ist seit 1931 ein geschütztes Baudenkmal (Bien de Interés Cultural).

## Geschichte
Die Einsiedelei wurde im 12. Jahrhundert im Mudéjarstil errichtet. Der Bau besteht aus der Partie des Chors mit dem Vierungsturm, der zu dem 1178 gegründeten Zisterzienserinnenkonvent Santa María de Gómez Román gehörte. An das Chorquadrat schließen sich drei Apsiden mit Blendarkaden an.

## Bau und Anlage
In der Kirche vermischen sich „Gestaltungsmittel abendländischer Romanik mit arabischem Mudéjar“ (Schomann). Ausgeführt wurden drei halbrunde Apsiden und der um 1220 errichtete quadratische Vierungsturm. Das Langhaus war als Stufenhalle geplant, wurde aber nicht mehr errichtet. Die zentrale Apsis besitzt schießschartenförmige Fenster.